# The Door
The Door ist ein irischer Kurzfilm von Juanita Wilson aus dem Jahr 2008. Der Film erhielt 2010 eine Nominierung für den Oscar als bester Kurzfilm.

## Handlung
Ein Mann schleicht in ein vom Militär überwachtes Gebiet und stiehlt die Eingangstür einer Wohnung.
In einer Rückblende befindet sich der Mann zusammen mit seiner Frau und der gemeinsamen Tochter in besagter Wohnung. Aufgrund eines Reaktorunfalls im nahegelegenen Kraftwerk muss die Familie die Wohnung verlassen. Sie dürfen keine Kleidung oder sonstige Dinge mitnehmen und ziehen in eine andere Stadt zu Verwandten.
Im Laufe der Zeit erkrankt die Tochter an der Strahlenkrankheit und stirbt schließlich an deren Folgen. Die Tür, die der Vater aus der alten Wohnung entwendet hatte, dient als Bahre, auf der die Tochter zu ihrem Grab transportiert wird, so wie einst der Vater des Mannes zu seinem Begräbnis transportiert wurde.

## Hintergrund
The Door wurde vollständig in Kiew und Prypjat gedreht und durch das Irish Film Board finanziert. Der Film basiert auf dem Text „Monolog über ein ganzes Leben, das auf einer Tür festgehalten ist“ aus dem Buch „Tschernobyl. Eine Chronik der Zukunft“ von Swetlana Alexijewitsch.

## Auszeichnungen
The Door erhielt bei der Oscarverleihung 2010 eine Nominierung in der Kategorie Bester Kurzfilm. Bei den Filmfestspielen von Bilbao und Cork konnte die Auszeichnung für den besten Kurzfilm gewonnen werden.